# San Pedro Hueyahualco
San Pedro Hueyahualco är en ort i kommunen Sultepec i delstaten Mexiko i Mexiko. Samhället hade 618 invånare vid folkräkningen 2020.